# ありがとう (FLOWの曲)
「ありがとう」は、2008年2月20日にリリースされたFLOWのメジャー14枚目、通算18枚目のシングル。

## 概要
- 前作「冬の雨音/NIGHT PARADE」より約3ヶ月ぶりのリリースで、アルバム『アイル』先行シングル。
- 初回仕様には、FLOWメンバーアナザー・ジャケット、W購入特典応募ハガキが封入。
- このシングルは全国ツアーの最中にリリースされたが、2008年2月22日放送の『ミュージックステーション』に、ツアーの合間を縫って出演し、「ありがとう」を披露した。
- キャッチコピーは、『FLOW史上初の名バラード・シングル、堂々完成!!!』

## 収録曲
1. ありがとう (5:29)
作詞:KOHSHI ASAKAWA、作曲:TAKESHI ASAKAWA,KOHSHI ASAKAWA、編曲:FLOW&Seiji Kameda）
フジテレビ系『ウチくる!?』エンディングテーマ
「代々木ゼミナール」CMソング
シングルとしては初のバラード曲。また、KOHSHIがシングル曲で作曲を手掛けるのは初めてである。
PVには吉高由里子[1]、戸谷公人[1]、田中要次が出演し、ドラマ仕立てとなっている。またPVとしては初めてメンバーが一切登場しなかったが、マネージャーのチオが出演している[2]。
PV内で吉高由里子の役柄は「高校卒業と同時に上京する」という設定になっており、GOT'Sは、彼女の役柄と同じ経歴であることから共感が持てたという[2]。
2. 旅人 (4:16)
作詞・作曲:TAKESHI ASAKAWA、編曲:FLOW
3. ありがとう -Instrumental- (5:28)

## 収録アルバム
- アイル（#1）
- カップリングコレクション（#2）